# اتفاقية الإليزيه
اتفاقية الإليزيه (بالفرنسية: Traité de l'Élysée) (بالألمانية: Élysée-Vertrag) والتي سميت أيضًا اتفاقية الصداقة الألمانية الفرنسية، هي اتفاقية وقعها الرئيس الفرنسي شارل دي جول والمستشار الألماني كونراد أديناور في قصر الإليزيه في 22 يناير 1963، ودخلت حيز التنفيذ في 2 يوليو 1963. هدفت الاتفاقية إلى إقامة مجالس للتنسيق بين البلدين في شؤون السياسة الخارجية والأمن والمسائل الثقافية وسياسات الشباب. صدق البوندستاج الألماني على الاتفاقية وأضاف إليها فقرات في بدايتها تشدد على الروابط بين ألمانيا والولايات المتحدة وعلى مساعي ألمانيا إلى ضم بريطانيا العظمى إلى المجموعة الاقتصادية الأوروبية والجهود المستمرة لتحقيق قواعد ناظمة فوق وطنية. وبهذه الإضافات أخفقت مساعي دي جول في خلق تحالف فرنسي-ألماني في مقابل السياسة البريطانية الصديقة للولايات المتحدة. نُظر إلى هذه الاتفاقية على أنها انتصار لدعاة التعاون الأطلسي في نزاعهم مع مناصري سياسة دي جول.
قرَّبت هذه الاتفاقية البلدين الجارين بعد عقود طويلة من العداء (انظر العداء الفرنسي الألماني) والحروب التي راح ضحيتها عشرات ومئات الآلاف، لكنها في نفس الوقت لم تكن أساس سياسة خارجية مشتركة. كذلك فإن هذا التقارب على المستوى الثقافي لم يستمر طويلًا، على الأقل فيما يتعلق بتدريس اللغة الألمانية في فرنسا.

## الدوافع
كان دي جول مدفوعًا في سياسته الألمانية بما توصل إليه منذ 1943: وهو أن يمنع تحالف العالم الأنجلوساكسوني مع ألمانيا على حساب فرنسا، مهما تكلف ذلك. وقد رأى دي جول أن اتفاقية ناساو التي وقعتها الولايات المتحدة والمملكة المتحدة هي حصان طروادة تضعه الولايات المتحدة في أوروبا. أوضح دي جول تصوره بالقول: منذ مئات السنين يحاول الإنجليز منع التقارب بين الغاليين والجرمانيين. والآن يفعل ذلك الأمريكيون. كذلك كان دي جول مقتنعًا بأن الولايات المتحدة ستتخلى عن أوروبا في حالة النزاع النووي. فدمار أوروبا لا يمثل للولايات المتحدة ما يمثله أي ضرر يقع على الولايات المتحدة نفسها. ورأى أن الأمريكيين سيضحون بحلفائهم الأوروبيين من أجل التوصل إلى تفاهم مع موسكو.